# Ліліан Морі Паск'є
Ліліан Морі Паск'є (16 грудня 1956) — швейцарський політик, член Соціал-демократичної партії Швейцарії, обрана до Ради кантонів Швейцарії у кантоні Женева у 2007 році, і в даний час є членом делегації, яка співпрацює з Французьким парламентом задля співпраці між країнами. У червні 2018 року обрана Президентом Парламентської Асамблеї Ради Європи. 
20 березня 2008 року Морі Паск'є критикує міністра закордонних справ Швейцарії Мішлін Кальмі-Рей за те, що вона носила хустку на зустрічі з президентом Ірану Махмудом Ахмадінежадом, щоби підписати газовий контракт, стверджуючи, що це образило іранських феміністок.
У 2011 році Морі Паск'є закликала швейцарські банки заборонити інвестиції в компанії, пов'язані з протипіхотними мінами та касетними боєприпасами, після досліджень згідно яких 16 швейцарських компаній належать до 166 провідних фінансових установ у всьому світі, які фінансують виробництво касетних бомб і деталей до них.
Член Швейцарської делегації в Парламентській Асамблеї Ради Європи з 2012 року. Морі Паск'є працювала у ряді комітетів, включаючи Комітет з політичних питань та демократії та Комітет з питань виконання зобов'язань держав-членів Рада Європи (Комітет з моніторингу). Крім того, вона була головою Комітету з правил процедури, імунітетів та інституційних питань, а також співдоповідачем з моніторингу Росії (разом із колишнім міністром закордонних справ Греції Дорою Бакоянні). Вона також була учасницею передвиборчої делегації ПАРЄ до Вірменії перед парламентськими виборами 2017 року. Вона очолювала групу соціалістів в Асамблеї до обрання [Архівовано 27 травня 2019 у Wayback Machine.] її президентом у червні 2018 року. Вона є 32-м Президентом Асамблеї з моменту її створення в 1949 році, і тільки четвертою жінкою на цій посаді. 

## Зовнішні посилання
- Домашня сторінка [Архівовано 3 липня 2019 у Wayback Machine.]